# ویکسن اشتاین
ویکسن اشتاین (به آلمانی: Wichsenstein) یک منطقهٔ مسکونی در آلمان است که در گوسواینشتاین واقع شده‌است.